# Hélène és a fiúk
Az Hélène és a fiúk egy 280 részes francia ifjúsági sorozat, melyet Jean-François Porry írt. Először 1992 májusa és 1994 novembere közt volt látható a francia TF1 csatornán. A sorozat az Első csók széria spin-offja, a címszereplő Hélène Girard-ral a középpontban, akit két évadon keresztül Hélène Rollès színésznő-énekesnő alakított.

## Történet
Ezen sorozat kissé szentimentálisan ábrázolja a francia egyetemisták egy kis csoportját, olyan visszatérő témákban, mint a zene, a hódítások, a veszekedések és kibékülések a szereplők között.
Hélène Girard (Justine, az Első csók főhősnőjének nővére) másodéves, szociológia szakos hallgató egy párizsi egyetemen. A kollégiumban lakik, egy szobában barátnőivel, Cathyval és Johannával. Az első részben a három fiatal nő megismerkedik három irodalom szakos hallgatóval, akik együtt zenélnek szabadidejükben: ők Nicolas, Étienne és Christian. Később a társaságból az alábbi párok alakulnak ki: Hélène és Nicolas, Cathy és Étienne, illetve Christian és Johanna. A sorozat alatt a párok szakítanak, később újra összejönnek, a baráti körükbe újonnan érkezőktől függően.

## Szereplők

### Főbb szereplők
- Hélène Rollès: Hélène Girard Földesi Judit
- Patrick Puydebat: Nicolas Lux Ádám
- Cathy Andrieu: Cathy (Kisfalvi Krisztina)
- David Proux: Étienne Őze Áron
- Rochelle Redfield: Johanna Orosz Helga
- Sébastien Roch: Christian Kerekes József
- Laly Meignan: Laly Kökényessy Ági
- Sébastien Courivaud: Sébastien  (Tímár Andor), (Czvetkó Sándor)
- Laure Guibert: Bénédicte (Döbrentei Sarolta), Náray Erika
- Philippe Vasseur: José Dózsa Zoltán
- Manuela Lopez: Adeline Zsigmond Tamara
- Nicolas Bikialo: Christophe Miller Zoltán
- Karine Lollichon: Nathalie Bíró Anikó

### Mellékszerepekben
- Lynda Lacoste: Linda
- Olivier Sevestre (Casadesus): Olivier (1994)
- Laetitia Gabrielli: Rosy
- Caroline Hème: Taxi
- David Brécourt: Thomas Fava
- Agnès Dhaussy: Agnes
- Terry Shane: Arielle
- Fabrice Josso: Fabrice
- Mathilde Rosset: Thérèse
- Éric Dietrich: Bruno
- Kanu Muringi: Kanu
- Darren Fouse: John Wander
- Élodie Ozanne: Sophie
- Emmanuel Dassier: Manu
- Bruno Flender: Gédéon
- Christian Moro: Olivier (1992)

## Kritikák
Képernyőn való feltűnése után a sorozat a kritikusok állandó céltáblája lett.
A bírálók főként a valóságot hiányolták a sorozatból, a részletekre való odafigyelést, így túl kiszámítható lett az egész, nincs, ami életszerűvé tette volna  a sorozatot. Valóban, a széria 280 epizódja alatt a szereplők sosem voltak munka közben láthatóak, és tanulni sem láthattuk őket sokat. Tanulás helyett a lányok inkább a konditeremben töltötték idejüket, vagy a fiúkat látogatták meg a garázsban, akik a dalaikat próbálták. Továbbá, ezen hallgatók teljesen szabadelvűnek tűntek: nem kellett dolgozniuk, hogy kifizethessék a lakbért vagy a tanulmányaikat, avagy anélkül itták az üdítőiket a kávézóban vagy a szórakozóhelyeken, hogy azokért valaha is fizettek volna. Így a Globe Hebdo egy riportere ezt írta: "Pont, ahogy a Dallas elhitette az albánokkal, hogy a nyugat csak kocsikból és nőkből áll, hitette el a sorozat, hogy a sikerhez csak a kávézó és a lányok (fiúk) szükségesek".
A kritikusok a sivár és sótlan világ miatt is panaszkodtak, amely nem a valóságot és a társas kapcsolatok bonyolultságát tükrözi. A szereplők karikatúrák, kimértek és határozottak, a főhőssel az élen, aki a takaros kislány iskolapéldája és sosem tér le a helyes útról. Az összes karakter a jót testesíti meg, és kevés kivétellel nincs átmenet. A "French letters" magazin szerint a széria főhősei egyenesen haladnak előre a siker felé, mindennemű küzdelem nélkül, dirigáló szülők és drogok, AIDS, munkanélküli bevándorlók, tanárok, külvilág, határok, utazás, és jövő nélkül".
A jelenetek minőségét is kritizálták, mert ugyanazt a sémát ismétli, szentimentálisan prűd, olyan, mint "húsz évvel ezelőtt, egy puszta flört". Bár középpontjában a diákok között szövődő szerelmi történetei állnak, a szereplők nagyon ritkán élnek nemi életet, amit természetesen nyíltan sosem mutattak. Mindemellett az egyetlen párt, aki valamennyire valósnak tűnik, és a hétköznapokat éli – José és Bénédicte – sem láthattuk otthon. Így, némely kritikusok azon értetlenkedtek, hogy a sorozat csak a szocializáció látszatát mutatja, "nemek közötti kapcsolatok, a szegregáció helyénvaló, és a kapcsolatoknak csak a látszatát keltik : különálló szobák, találkák melyek sosem torkolnak szerelembe, a tradicionális szerepek kifigurázása... (...) Az Hélène és a fiúk hőse egyenesen halad előre a felnőtté válás rögös útján, de a képzelet teljes hiányában" (Le Monde diplomatique).
A színészi játékot is becsmérelték. A médiaszociológus Dominique Pasquier így foglalta össze: "Hélène és a fiúk szereplői színészileg megtesznek, amit tudnak. Ezalatt azt értem, hogy a munkastílusok olyan, mint más amatőr színészeknek, akik profiknak hiszik magukat". Hasonló kritikák érték az AB Productions más sorozatait, melyekkel hónapokig támadták a csatornát. (Honey and Bees, The Girls Next Door, stb..) csorbát ejtve ezzel a szitkomok hírnevén, még a francia "Jóbarátok" megjelenése előtt.

## Cenzúra és a társadalomra gyakorolt hatás
A valóság hamis bemutatásával és ennek a társadalomra gyakorolt következményei miatt többször is vád érte a sorozatot, különösen Emmanuelle Mottaz író munkássága idején. Így több epizódon át, Christian alkoholizmusba menekül (epizód 55/56), Johannát beszippantja egy New Age szekta (83/85-ös epizód), Laly felbőszül egy neki tetsző fiúra, mikor kiderül róla, hogy homoszexuális (ep. 133), Linda megpróbál öngyilkosságot elkövetni, és egy egész doboz altatót vesz be (ep. 147), majd autóbalesetet szenved (ep. 203), Theresa szexuális zaklatás célpontja lesz (ep. 155), Nathalie egy csapat erőszaktevő elől menekül meg (ep. 188) majd azon izgul, hogy vajon megfertőződött-e AIDS-szel, miután védekezés nélkül feküdt le Thomas Favával (ep. 208), Taxi kleptomániától szenved (ep. 262) ... Ennyi váratlan fordulat, ami így a sorozatot szappanoperává degradálta.
A drog kérdéskört kétszer is tárgyalják. Először a 105-109 epizódokban, ahol Christiant kábult állapotban találják a karját elszorítva egy rakás drogos közt, akiktől a barátai segítségével menekül meg, majd később mikor Thomas Favával vesznek fel egy lemezt, Hélène drog hatása alá kerül, mikor a producer varázssütivel eteti meg. A csatorna hogy kikerülje azt, hogy ilyen állapotban lássák a főhősnőt , úgy dönt, nem adja le a kérdéses részeket (228 és 233-között), mindemellett a svéd és a belga adókon leadják.
Az utolsó két epizódban, Taxi karaktere kis híján nemi erőszak áldozata lesz. A fiúk úgy döntenek, ezt megbosszulva felkutatják a bűnösöket. A csatorna úgy dönt, nem bátorítja erőszakra a képernyők előtt ülőket, és az esetleges negatív visszhangok miatt befejezi a sorozatot a 278. résszel.

## Az AB productions promóciós eszközei
A sorozat sikere arra sarkallta az AB Productions-t, hogy létrehozza mellékágát, az AB discs lemezkiadó céget . A főcímdal (Pour l'amour d'un garçon, "Egy fiú szerelméért"), melyet Hélène Rollès saját maga ad elő, az előkelő negyedik helyet szerezte meg a Top 50-ben a franciáknál, és a top 10-es eladási listán volt hetekig, beindította Hélène énekesi karrierjét, kinek első, 1989-es szólólemeze nem lett sikeres. Továbbá, a "Peut-être qu'en septembre"-ről ("Talán Szeptemberben") minden új kislemezt Hélène vége főcímként használt fel a sorozathoz, mint Christophe Rippert (Luc) az Első csók esetében.
Bizonyos dalok klipjei a filmből is tartalmaztak részleteket, ami a színész-énekesnő és a sorozatban alakított karaktere közti összefüggés kelléke lett. Így láthattuk, ahogy a főhősnő a készülő Pour l'amour d'un garçon című dalt veszi fel a stúdióban, amiben azt magyarázza, hogy a dalt Nicolas írta a katonaságban eltöltött évei alatt, vagy a Peut-être qu'en septembre-t, ahol Christian írta a dalszöveget Nicolas zenéjéhez. Ez utóbbi is egy dal azok közül, melyet visszaemlékezéseket tartalmaznak, ahol a szereplők a múltat idézik fel. Később, Adeline ír egy a fiúk által készített dalra szöveget, és a klipben a színpadon is közösen lép fel velük (Mivel ez akkor készült, mikor Manuela Lopez (Adeline) énekesi karrierje indult).
Végül, hogy Christian karakterének népszerűségét kiaknázzák, a producer Jean-Luc Azoulay, Sébastien Roch-nak is készít egy albumot, melynek címe Silences, első kislemeze, a Jess at the bar 16.-ként hetekig a Top 50-ben tanyázott.

## Folytatások
A sorozat befejezése után három folytatás készült, amelyek a főbb karakterek viszontagságos mindennapjait mutatják be:
Le Miracle de l'amour (1995-1996), melyben a főszereplők egy közös lakásba költöznek össze.
Les Vacances de l'amour (1996-2004), melyben a szereplők egy karibi szigeten élnek; (Magyarországon Kalandos nyár címmel adta az MTV)
Les Mystères de l'amour (melyet 2011-ben kezdenek el sugározni a franciáknál), a mindennapi életüket mutatja be miután visszaköltöztek Párizsba. Magyarországon 2012 augusztusától kezdte el sugározni a Prizma tv, Kalandos nyár – Párizs címmel.

## Fordítás
- Ez a szócikk részben vagy egészben  a   Hélène et les Garçons című francia Wikipédia-szócikk ezen változatának fordításán alapul.  Az eredeti cikk szerkesztőit annak laptörténete sorolja fel. Ez a jelzés csupán a megfogalmazás eredetét és a szerzői jogokat jelzi, nem szolgál a cikkben szereplő információk forrásmegjelöléseként.

## Külső hivatkozások
- Hélène és a fiúk az Internet Movie Database oldalon (angolul)
- Francia rajongói oldal
- Egy videóválogatás a sorozat agressziójáról
- Egy francia lemezeladási lista archív változata
- A francia info2tele oldal cikke a 2011-ben műsorra kerülő új sorozatról